# Đánh bắt cua

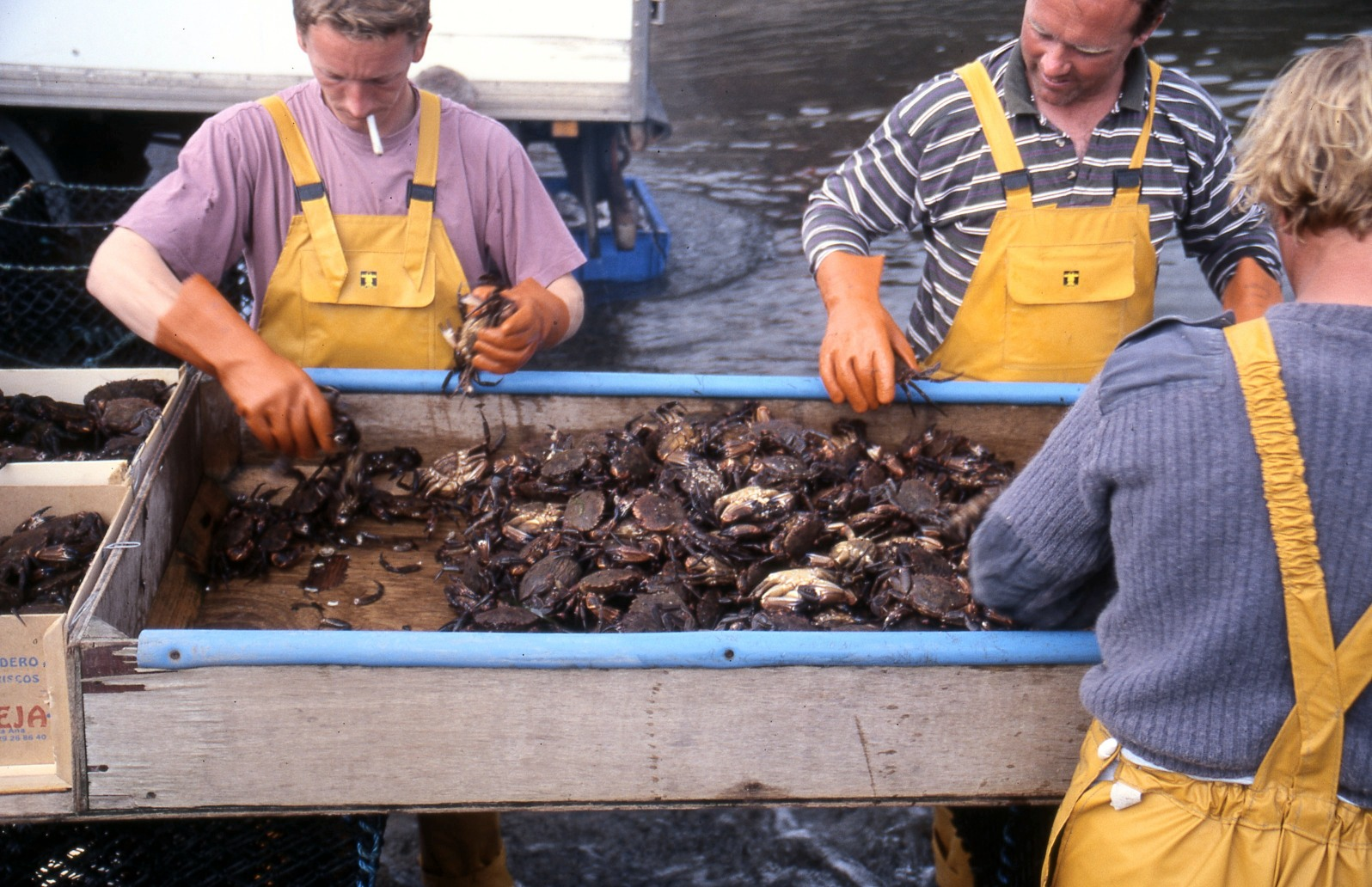
Phân loại một mẻ cua sau khi đánh bắt

Nghề đánh bắt cua (Crab fisheries) là nghề đánh bắt, khai thác hoặc nuôi cua thương phẩm (hải sản cua) để phục vụ cho mục đích của con người. Các loài cua chiếm 20% tổng số loài giáp xác được đánh bắt và nuôi trồng trên toàn thế giới, với khoảng 1,4 triệu tấn được tiêu thụ hàng năm. Cua ngựa (Portunus trituberculatus), chiếm sản lượng 1/4 tổng số đó. Các loài cua hải sản quan trọng khác bao gồm cua hoa (Portunus pelagicus), cua tuyết (Chionoecetes), cua xanh (Callinectes sapidus), cua nâu hoặc cua thịt (Cancer pagurus), cua Dungeness (Metacarcinus magister), và cua biển (Scylla serrata), mỗi loài cung cấp hơn 20.000 tấn hàng năm.

## Sản lượng
FAO phân loại sản lượng đánh bắt thủy sản bằng cách sử dụng phân loại ISSCAAP (Phân loại thống kê tiêu chuẩn quốc tế về động vật thủy sinh và thực vật thủy sinh). ISSCAAP có một nhóm dành cho cua và cua nhện biển, và một nhóm khác dành cho cua hoàng đế và tôm hùm. Cua và cua nhện biển được định nghĩa là bao gồm "cua đá Đại Tây Dương, cua đá đen, cua xanh, cua bơi xanh, cua dana, cua bể, cua thịt, cua cazami, geryons nei, cua xanh, cua lông, cua nhện cảng, cua đầm lầy Thái Bình Dương, cua jonah, cua biển nei, cua bờ Địa Trung Hải, cua đá Thái Bình Dương, cua biển portunus nei, cua hoàng hậu, cua đỏ, cua gai. Bảng sau đây tóm tắt sản lượng cua từ năm 2000 đến năm 2008, cả đánh bắt tự nhiên và nuôi trồng thủy sản, tính bằng tấn:
| Sản lượng cua thương phẩm | Sản lượng cua thương phẩm | Sản lượng cua thương phẩm | Sản lượng cua thương phẩm | Sản lượng cua thương phẩm | Sản lượng cua thương phẩm | Sản lượng cua thương phẩm | Sản lượng cua thương phẩm | Sản lượng cua thương phẩm | Sản lượng cua thương phẩm |
| Nhóm                      | 2000                      | 2001                      | 2002                      | 2003                      | 2004                      | 2005                      | 2006                      | 2007                      | 2008                      |
| ------------------------- | ------------------------- | ------------------------- | ------------------------- | ------------------------- | ------------------------- | ------------------------- | ------------------------- | ------------------------- | ------------------------- |
| Đánh bắt                  | 1,046,269                 | 1,034,898                 | 1,061,697                 | 1,246,889                 | 1,252,260                 | 1,233,523                 | 1,302,069                 | 1,300,559                 | 1,319,953                 |
| Nuôi trồng                | 125,501                   | 145,130                   | 171,979                   | 167,533                   | 178,838                   | 195,995                   | 198,258                   | 231,065                   | 240,781                   |
| Tổng cộng                 | 1,171,770                 | 1,180,028                 | 1,233,676                 | 1,414,422                 | 1,431,098                 | 1,429,518                 | 1,500,327                 | 1,531,624                 | 1,560,734                 |